# Rybie (Grande-Pologne)
Pour les articles homonymes, voir Rybie.
Rybie (prononciation : [ˈrɨbjɛ]) est un village polonais de la gmina de Rychwał dans le powiat de Konin de la voïvodie de Grande-Pologne dans le centre-ouest de la Pologne.
Il se situe à environ 7 kilomètres au sud de Rychwał (siège de la gmina), à 23 kilomètres au sud de Konin (siège du powiat) et à 98 kilomètres au sud-est de Poznań (capitale régionale).

## Histoire
De 1975 à 1998, le village faisait partie du territoire de la voïvodie de Konin.

Depuis 1999, Rybie est situé dans la voïvodie de Grande-Pologne.